# 黄流镇
黄流镇，是中华人民共和国海南省乐东黎族自治县下辖的一个乡镇级行政单位。

## 行政区划
黄流镇下辖以下地区：
黄流社区、新民村、抱二村、孔汶村、黄西村、佛老村、铺村、赖元村、水内村、赤命村、镇远村、黄中村、怀卷村、新荣村、高道村、东孔村、黄东村、多二村、多一村、赤龙村、尖界村、抱一村和新建村。

## 交通
- 海南西环高速铁路：黄流站